# Chameleon (album)
Albums de Helloween
Pink Bubbles Go Ape
(1991) Master of the Rings
(1994)
Singles
1. When the Sinner
Sortie : Avril 1993
2. Step Out of Hell
Sortie : Août 1993
3. I Don't Wanna Cry No More
Sortie : Octobre 1993

Chameleon est le 5e album studio du groupe de power metal allemand Helloween, sorti en juin 1993. C'est le dernier album d'Helloween pour le chanteur Michael Kiske et pour le batteur Ingo Schwichtenberg, ce dernier étant renvoyé du groupe à cause de sa consommation excessive de drogue.

## Liste des titres
| No  | Titre                     | Auteur          | Durée |
| --- | ------------------------- | --------------- | ----- |
| 1.  | First Time                | Michael Weikath | 5:30  |
| 2.  | When the Sinner           | Michael Kiske   | 6:54  |
| 3.  | I Don't Wanna Cry No More | Roland Grapow   | 5:11  |
| 4.  | Crazy Cat                 | Roland Grapow   | 3:29  |
| 5.  | Giants                    | Michael Weikath | 6:40  |
| 6.  | Windmill                  | Michael Weikath | 5:06  |
| 7.  | Revolution Now            | Michael Weikath | 8:04  |
| 8.  | In the Night              | Michael Kiske   | 5:38  |
| 9.  | Music                     | Roland Grapow   | 7:00  |
| 10. | Step Out of Hell          | Roland Grapow   | 4:25  |
| 11. | I Believe                 | Michael Kiske   | 9:12  |
| 12. | Longing                   | Michael Kiske   | 4:15  |

## Composition du groupe
- Michael Kiske — chants
- Michael Weikath — guitare
- Roland Grapow — guitare
- Markus Grosskopf — basse
- Ingo Schwichtenberg — batterie